# Takaoka
Takaoka (高岡市 Takaoka-shi) är med cirka 170 000 invånare den näst största staden i Toyama prefektur i Japan, efter Toyama. Staden grundades 1 april 1889.
Takaoka är känt för sin framställning av brons. Många av Japans statyer och klockor är gjorda av brons från staden. I Takaoka finns en stor buddhastaty av brons, nästan 16 meter hög. Tidningen Yomiuri Shimbun har ett kontor i staden.

## Kommunikationer
Den 14 mars 2015 öppnades Hokuriku Shinkansen som ger Takaoka förbindelse med höghastighetståg till Kanazawa och Nagano - Tokyo.
I Takaoka finns spårvagnstrafik, skött av Man'yosen.

## Kända personer från Takaoka
- Fujiko Fujio - serieskapare. Författare till mangaserien Doraemon.
- Yojiro Takita - Regissör.  Hans film från 2008 Avsked (Okuribito) vann en  Oscar för Bästa icke-engelskspråkiga film.

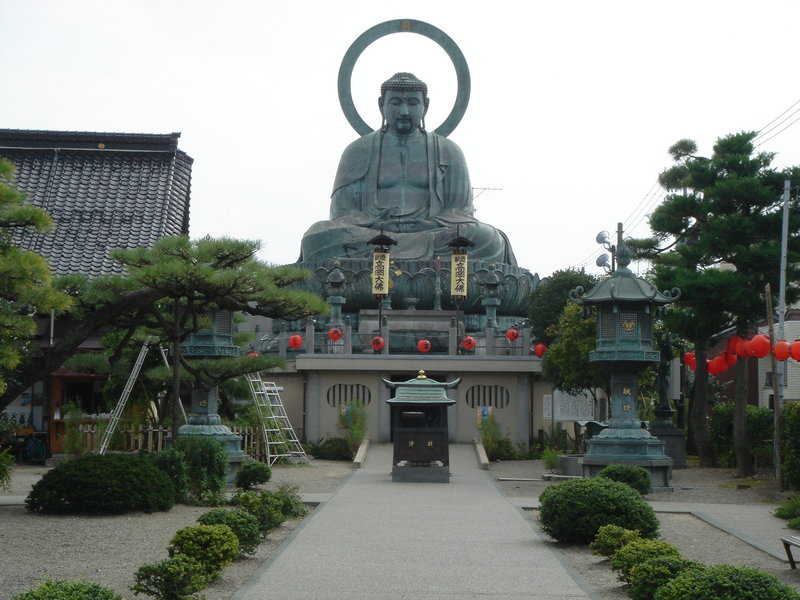
Buddhastatyn i Takaoka.

## Borgmästare
- Masaki Takahashi, 12 juli 2009–11 juli 2021
- Yūki Kakuda, 12 juli 2021–

Denna lista hämtas från Wikidata. Informationen kan ändras där.